# Самбата де Сус (Брашов)
Самбата де Сус (рум. Sâmbăta de Sus) насеље је у Румунији у округу Брашов у општини Самбата де Сус. Oпштина се налази на надморској висини од 481 m.

## Становништво
Према подацима из 2011. године у насељу је живело 1465 становника.